# Euxoa pupillatus
Euxoa pupillatus är en fjärilsart som beskrevs av Adrian Hardy Haworth 1803. Euxoa pupillatus ingår i släktet Euxoa och familjen nattflyn. Inga underarter finns listade i Catalogue of Life.